# (18163) Jennalewis
(18163) Jennalewis (2000 PF16) – planetoida z pasa głównego asteroid okrążająca Słońce w ciągu 3,67 lat w średniej odległości 2,38 j.a. Odkryta 1 sierpnia 2000 roku.